# Teatro comunale (Lajatico)
Il Teatro comunale di Lajatico è un teatro situato a Lajatico, in provincia di Pisa.

## Storia e descrizione
Il teatro è legato alla vita della Società per l'educazione del popolo, costituitasi a Lajatico nel 1869 con lo scopo del mutuo soccorso e dell'educazione popolare attraverso scuole serali e domenicali per adulti e anche con pubbliche rappresentazioni teatrali da scegliersi fra le morali e istruttive.
Pertanto l'anno successivo venne deliberata la costruzione di un teatrino perché ci si potesse esercitare all'arte drammatica e con l'obbligo di allestire almeno una rappresentazione al mese. Si trattava di una semplice struttura a pianta rettangolare con palchettone in legno e un palcoscenico profondo circa 7 metri;  sul lato sinistro della sala erano disposti l'atrio, la scala di accesso al palchettone, i servizi igienici e i camerini.
Cessata l'attività attorno al secondo conflitto mondiale, il teatro venne utilizzato come granaio e alloggiamento di soldati.
Nel 1958-60, dopo alcuni lavori di ristrutturazione dei locali posti alla sinistra della platea, riprese l'attività come cinematografo. In quell'occasione furono accorciati sia la sala, per ricavare un nuovo ingresso, sia il palcoscenico e venne costruita una galleria in muratura.
Acquistato nel 1996 dal Comune, è stato completamente rinnovato e dotato di un nuovo palcoscenico, di servizi e impianti a norma, camerini, foyer (lavori ultimati nel 2001 su progetto dell'architetto Claudio Salvadori).
Il teatro ha ripreso una programmazione varia e articolata che tiene conto delle varie esigenze dell'area territoriale in cui è inserito (teatro, cinema, musica, saggi scolastici e assemblee civiche).